# Mychajliwka (rejon synelnykowski)
Mychajliwka (ukr. Михайлівка) – wieś na Ukrainie, w obwodzie dniepropetrowskim, w rejonie synelnykowskin, w hromadzie Rajiwka. W 2001 liczyła 801 mieszkańców, spośród których 714 wskazało jako ojczysty język ukraiński, 57 rosyjski, 1 białoruski, 6 ormiański, a 23 inny.